# Acropyga emeryi
Acropyga emeryi é uma espécie de formiga do gênero Acropyga, pertencente à subfamília Formicinae.